# 盜命師
《盜命師》（英語：Pigeon Tango），是一部於2017年上映的犯罪懸疑電影。由陳庭妮、王陽明、陸弈靜、喜翔、廖峻、楊烈、蔡思韵領銜主演，台灣於2017年10月6日上映。本片入選第22屆釜山國際影展「亞洲電影之窗」單元競賽。

## 演員
| 演員姓名 | 角色名稱 | 介紹 |
| 陳庭妮   | 金芭比   | 一位賣力工作的電子花車女郎。因男友意外車禍身亡，為了生活她被迫出賣男友的器官，她原以為自己是感情用事的人，但實際上她可以現實到連自己都無法想像。也因為這次販賣器官的事件讓她愛上器官販子麻六甲。和前男友養了一隻冠軍鴿-探戈，透過各方關係找上肉仁大仔，最後在賽鴿大賽上贏得勝利。 |
| 王陽明   | 麻六甲   | 30歲出頭，老穿著一雙紫色的安哥拉山羊靴子。傳說中的人體器官販子，他從新鮮屍體摘取心臟、腎臟、肺臟、眼角膜給醫療單位。很少説話，善烹調，特別是南洋的雞粒飯，外表看似冷酷，卻對生命充滿好奇。年輕時是醫學院學生，因為從事非法器官買賣被退學，更被老刑警陽開明盯上，進而追緝他十數年。 |
| 陸弈靜   | 三鳳     | 電子花車產業-三朵花綜藝團的團長。熟透人情世故的三鳳，人稱『金光鳳仔』。與金芭比最契合有緣分，不是因為金芭比貼心，而是她覺得這女孩跟她一樣活得有骨氣，也因此特別疼惜金芭比。欣賞金芭比的勇敢、心疼她的委屈、佩服她的堅強、喜歡看到她彷彿看到年輕時的自己。 |
| 喜翔     | 肉仁     | 目光精赤，為人四海的角頭老大，是港都大南海鴿會的賽鴿組頭，同時也是扛起重擔的哥哥、體貼關心教友的大家長。在末世基督新生命小組中擔任牧師，他與一個叫貓仔的自閉兒，更有一份不同的情感。墨鏡後的霸氣眼神並非裝腔作勢，是一股由內而外的堅毅。有一個妹妹長期洗腎等換腎，也是特殊血型RH陰性。 |
| 廖峻     | 陽開明   | 這個身材臃腫，襯衫老是汗溼，常流鼻血的老刑警，患有腦癌末期，也是擁有特殊血型RH陰性之人。對人性的弱點有著異常敏銳的嗅覺，像一頭獵犬，盯住獵物後便窮追不捨。他追緝麻六甲十餘年，與其説是基於他的正義感，急欲揭發醫學中心長期與器官販子的秘密交易，不如説這種游走在法律和道德邊緣的人性試煉場，令他著迷不已。最後為了逮捕麻六甲，犧牲自己性命並捐出腎臟給肉仁的妹妹，臨死前向貓仔表明親生父親的身分。 |
| 楊烈     | 潘萬年   | 潘醫師是個在醫學中心長期與器官販子秘密交易的醫師，在醫院裡擔任院長，擁有一定的權力，必要交易時可要求警衛將監視器關閉，遊走交易邊緣，長期受陽開明(廖峻)關注，卻依舊不為所動。 |
| 楊朵立   | 林百惠   | 肉仁的妹妹，長得一副楚楚動人，雖和肉仁是兄妹關係，但沒自己大哥那份凶狠的戾氣，代表自己的特性則是無比的溫柔婉約。自身患有腎衰竭時常需要洗腎，再加上因為自己血型為RH陰性，所以始終無法找到適當的移植對象。在哥哥肉仁的賽鴿會擔任文書，有時也在聚會所裡彈鋼琴帶唱詩歌。和貓仔的關係就像姐妹一般情深意重，當同樣身為RH血型者的貓仔得知自己的腎臟適合百惠時，義無反顧的答應願為其移植。 |
| 蔡思韵   | 貓仔     | 先天性自閉兒，喜歡吃橘子，從小被父親遺棄在肉仁的末世基督新生命聚會所外，被肉仁收養。白天在加油站打工，晚上則在聚會所打雜。每當大家圍坐牽手激動哭喊基督聖靈時，她會一個人靜靜抬頭盯著空氣中的某一點，似乎出神也似乎看見了什麼。喜歡觀察身邊枝微末節的小事，由於本身有強迫症，所以喜歡將每樣東西排列的井然有序，就連工作時找的零錢也喜歡堆疊起來，因為自身行為在大眾眼裡過於怪異，時常被加油站長打罵。她的心思太簡單，簡單到你反而永遠都猜不透。大家叫她貓仔，也許就是因為這種神秘又帶著挑逗的眼神。貓仔年紀二十出頭，平常喜歡留著黑色妹妹頭髮型，平時總是沉默寡言，但學習別人說話能力極快。由於自身血型也是RH陰性，在得知肉仁的妹妹需要腎臟移植時便一口答應下來願意犧牲自己，最後在肉仁帶她和陽開明警官相認時，終於得知此人正是自己親生父親。 |
| 黃迪揚   | 小生仔   | 金芭比的前男友，總是對她暴力相向，因為自己養的冠軍鴿探戈遺失，導致自己的賽果輸得一塌糊塗，就連欠高利貸的債務也無力負擔。在酒後暴打金芭比一頓後，騎車出去散散心，不料卻和肉仁駕駛的發財車對撞，當場死亡。死後身體器官被金芭比賣出，正好還清生前所欠債務。 |
| 洛可杉   | Geroge仙 | 肉仁的貼身小弟，平常跟著大哥管理賽鴿會，對老大肉仁和大小姐百惠有著極高的崇敬。 |
| 王子杰   | A菜      | 表面上是大體禮儀師，實地上則是器官販子，小生仔的屍體就是經由他的轉介交由麻六甲進行移植手術。 |

## 工作人員
- 導演：李啟源
- 編劇：李啟源
- 製作人：
- 製作公司：李啟源電影有限公司
- 發行公司：牽猴子整合行銷股份有限公司

## 拍攝地點
該片於台中市多處拍攝，包括：臺中外埔區溪底路、舊建國市場等等。臺中市政府也給予該片300萬輔導金及拍攝支援。

## 外部連結
- 盜命師的Facebook專頁
- 豆瓣电影上《盜命師》的資料 （简体中文）
- 香港影庫上《盜命師》的資料（繁體中文）
- 開眼電影網上《盜命師》的資料（繁體中文）
- Yahoo奇摩電影上《盜命師》的資料（繁體中文）
- 互联网电影数据库（IMDb）上《盜命師》的资料（英文）